# Museum Slag der Zilveren Helmen

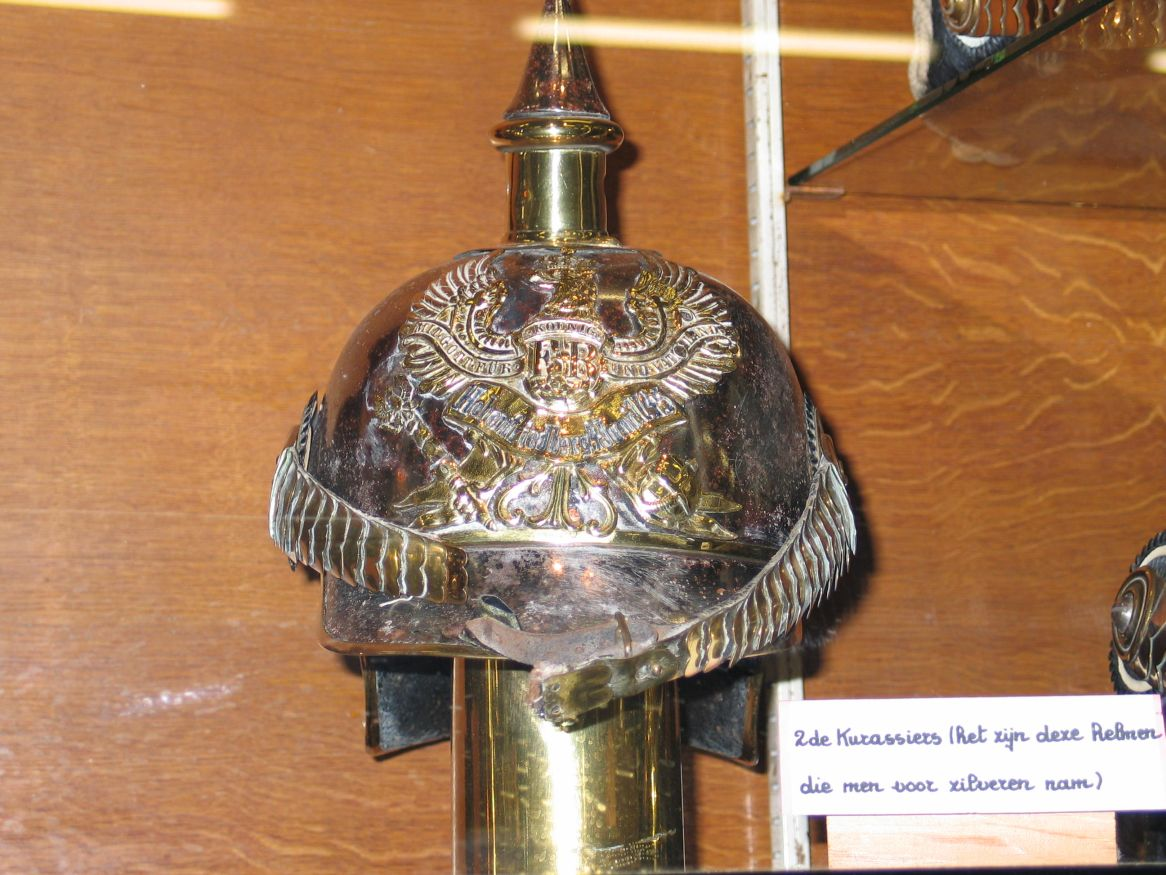
Een zilveren helm

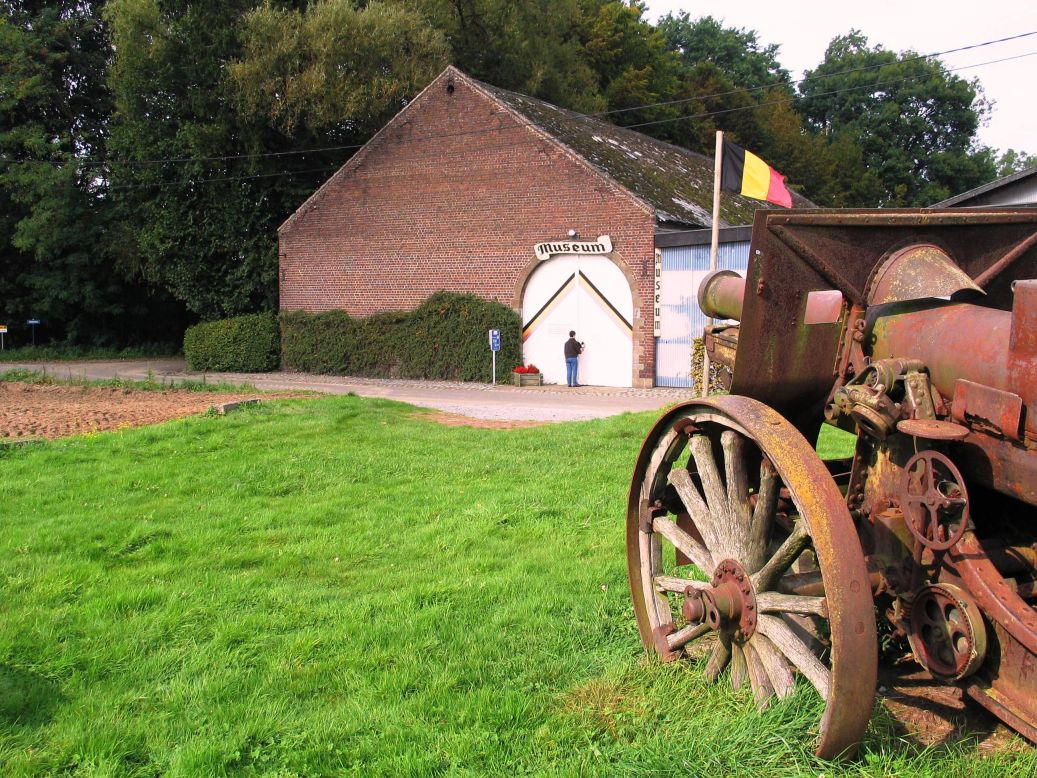
Museum Slag der Zilveren Helmen

Het Museum Slag der Zilveren Helmen is een museum in het Halense gehucht Rotem, dat voorwerpen bevat aangaande de Slag der Zilveren Helmen uit 1914.
Er zijn wapens, uniformen, foto's, schilderijen en andere voorwerpen uitgestald die de herinnering aan deze veldslag in stand houden. Ook vindt men er een aantal van de "zilveren helmen", die na de veldslag werden aangetroffen.
Daarnaast worden vanuit het museum wandelingen georganiseerd die langs de diverse monumenten, begraafplaatsen en dergelijke voeren, zoals de IJzerwinning en de Belgische militaire begraafplaats te Velpen.